# 336 هـ
336 هـ هي سنة في التقويم الهجري امتدت مقابلةً في التقويم الميلادي بين سنتي 947 و948.

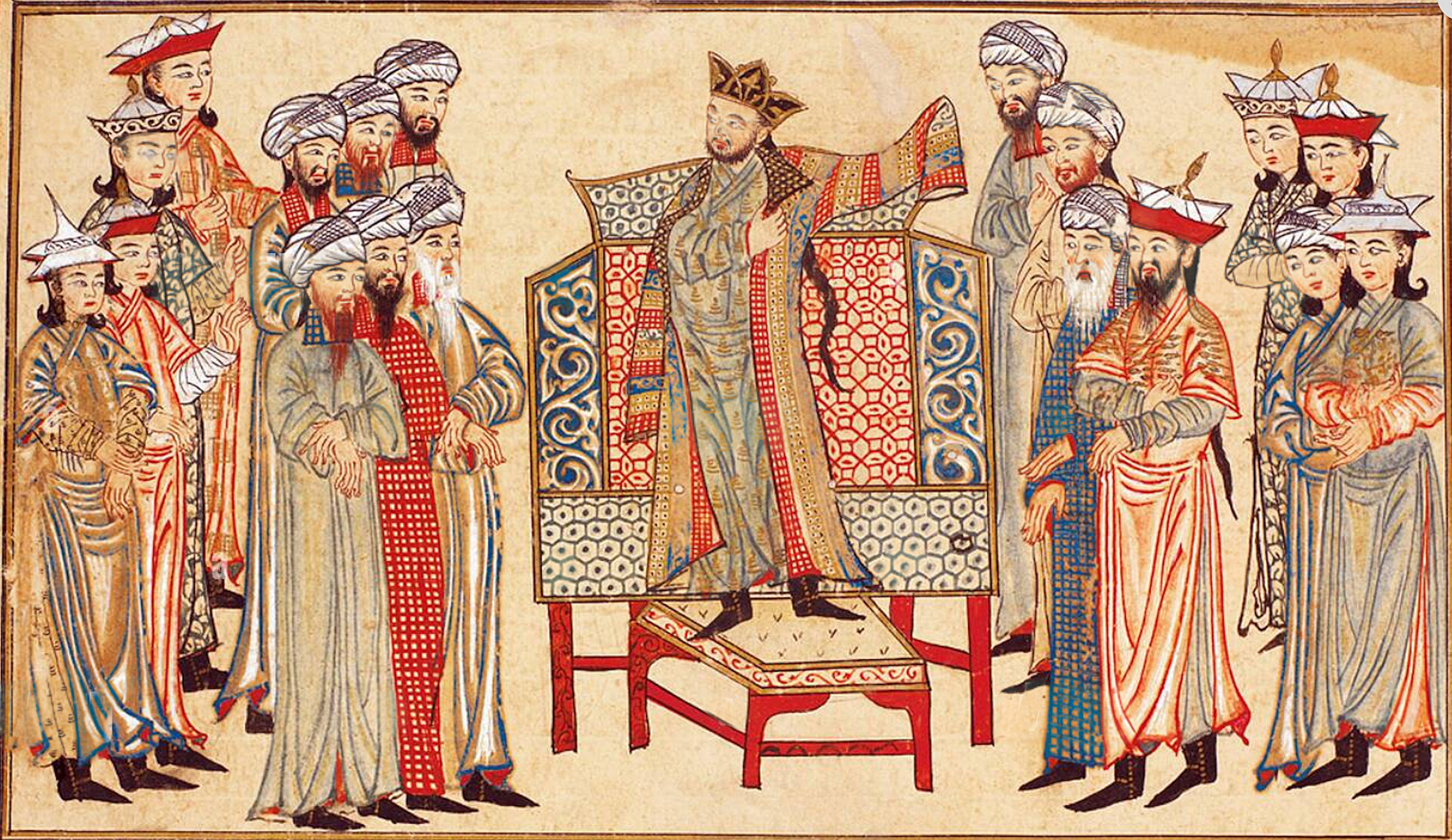
أحمد القادر بالله

## أحداث
- معز الدولة البويهي يبني الحضرة الكاظمية.
- الحسن الكلبي يؤسس إمارة بني كلب في صقلية.

## مواليد
- أبو العباس أحمد القادر بالله
- أبو نعيم الأصبهاني
- المقدسي البشاري
- الشيخ المفيد
- شمس الدين المقدسي

## وفيات
- محرم أبو الحسين ابن المنادي - عالم ومحدث وفقيه عراقي.